# Järva
Järva (Estisch: Järva vald) is een gemeente in de Estlandse provincie Järvamaa. De gemeente telde 8.725 inwoners op 1 januari 2023 en heeft een oppervlakte van 1.222,81 vierkante kilometer. Het bestuurscentrum is Järva-Jaani.
Järva is een fusiegemeente, die in oktober 2017 ontstond uit een fusie van de gemeenten Albu, Ambla, Imavere, Järva-Jaani, Kareda, Koeru en Koigi. De gemeente Koeru vocht de beslissing om de gemeente op te heffen aan bij het Estische Hooggerechtshof (Riigikohus), maar kreeg geen gelijk.
In Järva bevindt zich het hoogste bouwwerk van Estland: de 349,5 m hoge zendmast van Koeru, die in 1976 in gebruik werd genomen. Hij wordt doorgaans ‘zendmast van Koeru’ genoemd, maar staat in het buurdorp Kapu.

## Plaatsen
De landgemeente Järva telt:
- één plaats met de status van kleine stad (Estisch: alev): Järva-Jaani;
- vijf plaatsen met de status van vlek (Estisch: alevik): Ambla, Aravete, Käravete, Koeru en Peetri;
- 100 plaatsen met de status van dorp (Estisch: küla): Abaja, Ageri, Ahula, Albu, Ämbra, Ammuta, Aruküla, Ataste, Eistvere, Ervita, Esna, Hermani, Huuksi, Imavere, Jalalõpe, Jalametsa, Jalgsema, Järavere, Järva-Madise, Jõeküla, Jõgisoo, Kaalepi, Kagavere, Kahala, Kalitsa, Kapu, Kareda, Karinu, Käsukonna, Keri, Kiigevere, Koidu-Ellavere, Koigi, Köisi, Kukevere, Kuksema, Kurisoo, Küti, Kuusna, Laaneotsa, Lähevere, Laimetsa, Lehtmetsa, Liusvere, Mägede, Mägise, Märjandi, Merja, Metsla, Metstaguse, Mõnuvere, Müüsleri, Neitla, Norra, Õle, Öötla, Orgmetsa, Päinurme, Pällastvere, Pätsavere, Peedu, Prandi, Preedi, Puhmu, Puiatu, Pullevere, Raka, Ramma, Rava, Reinevere, Rõhu, Roosna, Rutikvere, Sääsküla, Salutaguse, Santovi, Seidla, Seliküla, Silmsi, Soosalu, Sõrandu, Sugalepa, Taadikvere, Tammeküla, Tammiku, Tamsi, Tudre, Udeva, Ülejõe, Vaali, Vahuküla, Väike-Kareda, Väinjärve, Valila, Vao, Vetepere, Visusti, Vodja, Võrevere en Vuti.

## Geboren in Järva
- In Järva-Jaani: Eduard Gebhardt (1838-1925), Duits schilder
- In Vetepere: Anton Hansen Tammsaare (1878–1940), schrijver
- In Koeru: Karel Voolaid (1977), voetballer en coach

Stadsgemeente: Paide

Landgemeenten: Järva . Türi